# Igelknopp
Igelknopp (Sparganium emersum) är en art i familjen kaveldunsväxter, tidigare införd i familjen igelknoppsväxter. 
Igelknoppen är en vattenväxt eller sumpväxt som växer i sjöar, åar, dammar, bäckar och diken. Den har vanligen en upprätt stjälk och upprätta, jämnbreda blad som till sin form oftast är trekantiga nedtill och mer platta upptill, men på djupt vatten kan växten vara nedliggande och bladen hos denna form är inte upprätta utan långa och flytande.
Växten har en gles och ogrenad blomställning och skilda han- och honblommor. Hanblommorna sitter i samlade i små huvuden i toppen på blomställningen och är tre till tio till antalet. Honblommarna sitter under hanblommorna och är även de samlade i huvuden, men dessa är större och tre till sex till antalet.
Frukten är rundad och trubbigt kantig till sin form och försedd med långa spröt.

## Utbredning
Igelknopp förekommer i den boreala delen av den tempererade klimatzonen i Eurasien och Nordamerika. I Sverige är den relativt vanlig i sjöar och åar från Skåne till och med Gästrikland, men sällsynt längre norrut.

## Synonymer

### Vetenskapliga
Arten har tidigare beskrivits under flera idag inte längre giltiga synonymer:
- Sparganium ramosum Hudson
- Sparganium ramosum subsp. polyedrum Ascherson & Graebner
- Sparganium polyedrum (Ascherson & Graebner) Juzepczuk
- Sparganium chlorocarpum Rydberg[1][3]
- Sparganium acaule (Beeby ex Macoun) Rydberg[1][3]
- Sparganium simplex Hudson[1][3]
- Sparganium chlorocarpum var. acaule (Beeby ex Macoun) Fernald[1][3]

### Svenska
- Ogrenad igelknopp
- Vanlig igelknopp

## Bygdemål
| Namn      | Trakt    | Förklaring                                                                                   | Referens |
| --------- | -------- | -------------------------------------------------------------------------------------------- | -------- |
| Kantgräs  | Svealand | Förr skiljde man inte på gräs och örter, även det vi idag menar med örter, kallades då gräs. | [ 4 ]    |
| Svärdgräs | Närke    | Förr skiljde man inte på gräs och örter, även det vi idag menar med örter, kallades då gräs. | [ 4 ]    |